# خفه‌شو و مرا ببوس
خفه شو و مرا ببوس (به انگلیسی: Shut Up and Kiss Me) یک فیلم کمدی رمانتیک آمریکایی ساخته سال ۲۰۰۴ به کارگردانی گری براکت است. کریستوفر دانیال بارنز، کریستین ریکاردسون، کریستا آلن و برد رائو از جمله کسانی هستند که در این فیلم هنرنمایی کرده اند.